# Мостасаль
Мостасаль (исп. Mostazal) — коммуна  в Чили. Административный центр коммуны — город Сан-Франсиско-де-Мостасаль. Население — 12037 человек (2002). Коммуна входит в состав провинции Качапоаль и области Либертадор-Хенераль-Бернардо-О’Хиггинс.
Территория — 524 км². Численность населения — 25 343 жителя (2017). Плотность населения — 48,4 чел./км².

## Расположение
Город Сан-Франсиско-де-Мостасаль  расположен в 20 км на юго-запад от административного центра области города Ранкагуа.
Коммуна граничит:
- на севере — c коммунами Пайне, Пирке
- на востоке — с коммуной Сан-Хосе-де-Майпо
- на юге — c коммуной Кодегуа
- на западе — c коммуной Гранерос

## Демография
Согласно сведениям, собранным в ходе переписи 2017 г  Национальным институтом статистики (INE),  население коммуны составляет:
| Полное население                          | Полное население                          | Полное население                          | Полное население                          | Полное население                          | 25 343 |
| ----------------------------------------- | ----------------------------------------- | ----------------------------------------- | ----------------------------------------- | ----------------------------------------- | ------ |
| в том числе:                              | Городское население                       | 20 954                                    | Процент городского населения, %           | 82,68                                     |        |
|                                           | Сельское население                        | 4 389                                     | Процент сельского населения, %            | 17,32                                     |        |
|                                           | Мужское население                         | 12 663                                    | Процент мужского населения, %             | 49,97                                     |        |
|                                           | Женское население                         | 12 680                                    | Процент женского населения, %             | 50,03                                     |        |
| Плотность населения, чел/км²              | Плотность населения, чел/км²              | Плотность населения, чел/км²              | Плотность населения, чел/км²              | Плотность населения, чел/км²              | 48,4   |
| Население коммуны в % к населению области | Население коммуны в % к населению области | Население коммуны в % к населению области | Население коммуны в % к населению области | Население коммуны в % к населению области | 2,77   |

| Динамика изменения населения коммуны | Динамика изменения населения коммуны | Динамика изменения населения коммуны | Динамика изменения населения коммуны |
| ------------------------------------ | ------------------------------------ | ------------------------------------ | ------------------------------------ |
| 1992                                 | 2002                                 | 2012                                 | 2017                                 |
| 18138                                | 21866▲                               | 23430▲                               | 25343▲                               |

## Важнейшие населенные пункты[4]
| №  | Населённый пункт           | Населённый пункт (исп.)   | Категория | Население чел. (2002) | На карте                        |
| -- | -------------------------- | ------------------------- | --------- | --------------------- | ------------------------------- |
| 1  | Сан-Франсиско-де-Мостасаль | San Francisco de Mostazal | город     | 12037                 | 33°58′43″ ю. ш. 70°42′38″ з. д. |
| 2  | Ла-Пунта                   | La Punta                  | город     | 4732                  | 34°00′41″ ю. ш. 70°39′00″ з. д. |
| 3  | Ангостура                  | Angostura                 | поселок   | 1134                  | 33°56′07″ ю. ш. 70°42′55″ з. д. |
| 4  | Пеуко                      | Peuco                     | поселок   | 669                   | 33°57′30″ ю. ш. 70°38′17″ з. д. |
| 5  | О'Хиггинс-де-Пилаи         | O'Higgins de Pilai        | поселок   | 286                   | 33°56′47″ ю. ш. 70°38′47″ з. д. |
| 6  | Ла-Самуэлина               | La Samuelina              | поселок   | 252                   | 34°00′21″ ю. ш. 70°42′59″ з. д. |
| 7  | Санта-Тереса               | Santa Teresa              | поселок   | 233                   | 33°57′58″ ю. ш. 70°39′08″ з. д. |
| 8  | Пикаркин                   | Picarquín                 | поселок   | 194                   | 33°58′35″ ю. ш. 70°38′43″ з. д. |
| 9  | Ла-Канделария              | La Candelaria             | поселок   | 135                   | 34°01′43″ ю. ш. 70°37′43″ з. д. |
| 10 | Эль-Арраян                 | El Arrayán                | поселок   | 116                   | 34°00′13″ ю. ш. 70°41′16″ з. д. |